# Mistrovství světa juniorů v hokejbalu 2010
Mistrovství světa juniorů v hokejbalu 2010 byla juniorská hokejbalová akce roku 2010.

## Účastníci
| Vlajka    | Stát                     |
| --------- | ------------------------ |
| USA       | USA (Severní Amerika)    |
| Česko     | Česko (Evropa)           |
| Kanada    | Kanada (Severní Amerika) |
| Slovensko | Slovensko (Evropa)       |
| Německo   | Německo (Evropa)         |
| Rakousko  | Rakousko (Evropa)        |

## Stadiony
| Město   | Stadion           |
| ------- | ----------------- |
| Villach | Stadhalle Villach |

## Skupina

### Skupina A
Ve skupině A hrála všechna mužstva.
Zápasy
| 22. června 2010 15.30 |       |     |                            |
| Slovensko             | 6 - 3 | USA | Stadhalle Villach, Villach |
|                       |       |     | Stadhalle Villach, Villach |

| 22. června 2010 17.30 |       |       |                            |
| Kanada                | 5 - 3 | Česko | Stadhalle Villach, Villach |
|                       |       |       | Stadhalle Villach, Villach |

| 22. června 2010 20.15 |       |         |                            |
| Rakousko              | 5 - 1 | Německo | Stadhalle Villach, Villach |
|                       |       |         | Stadhalle Villach, Villach |

| 23. června 2010 16.00 |       |           |                            |
| Česko                 | 2 - 2 | Slovensko | Stadhalle Villach, Villach |
|                       |       |           | Stadhalle Villach, Villach |

| 23. června 2010 18.00 |       |     |                            |
| Německo               | 2 - 7 | USA | Stadhalle Villach, Villach |
|                       |       |     | Stadhalle Villach, Villach |

| 23. června 2010 20.00 |       |          |                            |
| Kanada                | 9 - 1 | Rakousko | Stadhalle Villach, Villach |
|                       |       |          | Stadhalle Villach, Villach |

| 24. června 2010 8.30 |       |         |                            |
| Česko                | 9 - 0 | Německo | Stadhalle Villach, Villach |
|                      |       |         | Stadhalle Villach, Villach |

| 24. června 2010 10.30 |       |     |                            |
| Rakousko              | 1 - 2 | USA | Stadhalle Villach, Villach |
|                       |       |     | Stadhalle Villach, Villach |

| 24. června 2010 12.30 |       |           |                            |
| Kanada                | 4 - 3 | Slovensko | Stadhalle Villach, Villach |
|                       |       |           | Stadhalle Villach, Villach |

| 24. června 2010 16.30 |       |       |                            |
| USA                   | 4 - 5 | Česko | Stadhalle Villach, Villach |
|                       |       |       | Stadhalle Villach, Villach |

| 24. června 2010 18.30 |       |        |                            |
| Německo               | 2 - 8 | Kanada | Stadhalle Villach, Villach |
|                       |       |        | Stadhalle Villach, Villach |

| 24. června 2010 20.30 |       |          |                            |
| Slovensko             | 3 - 2 | Rakousko | Stadhalle Villach, Villach |
|                       |       |          | Stadhalle Villach, Villach |

| 25. června 2010 16.00 |        |         |                            |
| Slovensko             | 10 - 0 | Německo | Stadhalle Villach, Villach |
|                       |        |         | Stadhalle Villach, Villach |

| 25. června 2010 18.00 |       |          |                            |
| Česko                 | 5 - 0 | Rakousko | Stadhalle Villach, Villach |
|                       |       |          | Stadhalle Villach, Villach |

| 25. června 2010 20.00 |       |        |                            |
| USA                   | 1 - 7 | Kanada | Stadhalle Villach, Villach |
|                       |       |        | Stadhalle Villach, Villach |

Tabulka
| Poř. | Tým       | Z | V | R | P | VG | OG | B  |
| ---- | --------- | - | - | - | - | -- | -- | -- |
| 1.   | Kanada    | 5 | 5 | 0 | 0 | 33 | 10 | 10 |
| 2.   | Česko     | 5 | 3 | 1 | 1 | 24 | 11 | 7  |
| 3.   | Slovensko | 5 | 3 | 1 | 1 | 24 | 11 | 7  |
| 4.   | USA       | 5 | 2 | 0 | 3 | 17 | 21 | 4  |
| 5.   | Německo   | 5 | 1 | 0 | 4 | 9  | 20 | 2  |
| 6.   | Rakousko  | 5 | 0 | 0 | 5 | 5  | 39 | 0  |

O pořadí na 2. místě rozhodla trestná střílení.

## Vyřazovací boje

### O 5. místo
| 8. červen 2010 15:00 |       |         |                            |
| Rakousko             | 3 - 1 | Německo | Stadhalle Villach, Villach |
|                      |       |         | Stadhalle Villach, Villach |

### O 3. místo
| 8. červen 2010 17:00 |             |     |                            |
| Slovensko            | 4 - 3 po sn | USA | Stadhalle Villach, Villach |
|                      |             |     | Stadhalle Villach, Villach |

### Finále
| 8. červen 2010 19:00 |       |                |                            |
| Kanada               | 5 - 0 | Československo | Stadhalle Villach, Villach |
|                      |       |                | Stadhalle Villach, Villach |

## Konečné pořadí týmů
| Místo | Tým       |
| ----- | --------- |
| 1.    | Kanada    |
| 2.    | Česko     |
| 3.    | Slovensko |
| 4.    | USA       |
| 5.    | Rakousko  |
| 6.    | Německo   |